# アレックス・リッディ
アレッサンドロ・リッディ（Alessandro Liddi , 1988年8月14日 - ）は、イタリア出身のプロ野球選手（内野手）。右投右打。現在は、メキシカンリーグのベラクルス・イーグルス所属。
イタリア出身イタリア育ちとしては初のメジャーリーガー。アレックス・リディと表記される場合もある。

## 経歴

### プロ入り前
2004年のAAA世界野球選手権大会に出場。
2005年のMLBのヨーロッパアカデミー参加をきっかけに、シアトル・マリナーズと契約。

### マリナーズ時代
2006年からルーキーリーグのアリゾナリーグでプレー。同年、A級ミッドウェストリーグのウィスコンシン・ティンバーラトラーズでもプレー。同年のIBAFインターコンチネンタルカップにイタリア代表で出場。2007年の欧州野球選手権大会、IBAFワールドカップにも出場している。
2009年は、第2回WBCイタリア代表に選出される。
2011年9月7日、メジャーデビューを果たす。これまで、イタリア出身のメジャーリーガーは6人いたが、全員が幼少期にアメリカへ移住しているため、生粋のイタリア人としては初のメジャーリーガーとなった。9月19日のクリーブランド・インディアンス戦では、デビッド・ハフからメジャー初本塁打を放った。翌20日には同点二点本塁打を放った。この年AAA級タコマ・レイニアーズでは、138試合に出場し、打率.259、30本塁打、104打点を記録した。
2013年は開幕前に、2大会連続で第3回WBCイタリア代表に選出される。6月28日に、DFAとなる。7月6日にボルチモア・オリオールズにトレードで移籍した。

### マリナーズ退団後
2014年、シカゴ・ホワイトソックスとマイナー契約を結ぶが、5月13日に解雇となった。5月16日にロサンゼルス・ドジャースとマイナー契約を結ぶ。12月28日にカンザスシティ・ロイヤルズとマイナー契約を結ぶ。
2015年は傘下のAA級ノースウエストアーカンソー・ナチュラルズでプレーし、オフに自由契約となる。
2016年1月12日、ボルチモア・オリオールズとマイナー契約を結んだが、3月31日に自由契約となり、4月1日にメキシカンリーグのキンタナロー・タイガースと契約。
2017年3月28日にトレードでティフアナ・ブルズに移籍。
2018年3月12日にカンザスシティ・ロイヤルズとマイナー契約を結んだ。オフの11月2日に自由契約となった。
2019年当初はメキシカンリーグのユカタン・ライオンズと契約したが、メキシカンリーグ開幕前の4月2日に台湾プロ野球の中信兄弟と契約。33試合の出場で打率.243、7本塁打、OPS.766の成績に留まり6月4日に自由契約となった。6月8日にユカタン・ライオンズと再契約した。
2021年限りでユカタン・ライオンズを退団。
2022年はいずれの球団にも所属せず、オフはメキシコのウィンターリーグ（LMP）でプレー。
2023年以降はメキシカンリーグでプレーしている。

## 詳細情報

### 年度別打撃成績
| 年 度     | 球 団     | 試 合 | 打 席 | 打 数 | 得 点 | 安 打 | 二 塁 打 | 三 塁 打 | 本 塁 打 | 塁 打 | 打 点 | 盗 塁 | 盗 塁 死 | 犠 打 | 犠 飛 | 四 球 | 敬 遠 | 死 球 | 三 振 | 併 殺 打 | 打 率 | 出 塁 率 | 長 打 率 | O P S |
| --------- | --------- | ----- | ----- | ----- | ----- | ----- | -------- | -------- | -------- | ----- | ----- | ----- | -------- | ----- | ----- | ----- | ----- | ----- | ----- | -------- | ----- | -------- | -------- | ----- |
| 2011      | SEA       | 15    | 44    | 40    | 7     | 9     | 3        | 0        | 3        | 21    | 6     | 1     | 0        | 0     | 0     | 3     | 0     | 1     | 17    | 1        | .225  | .295     | .525     | .820  |
| 2012      | SEA       | 38    | 126   | 116   | 8     | 26    | 4        | 1        | 3        | 40    | 10    | 2     | 1        | 0     | 1     | 9     | 0     | 0     | 49    | 0        | .224  | .278     | .353     | .631  |
| 2013      | SEA       | 8     | 18    | 17    | 0     | 1     | 1        | 0        | 0        | 2     | 0     | 0     | 0        | 0     | 0     | 1     | 0     | 0     | 7     | 0        | .059  | .111     | .118     | .229  |
| 2019      | 兄弟      | 33    | 124   | 115   | 16    | 28    | 7        | 0        | 7        | 56    | 20    | 0     | 1        | 2     | 1     | 5     | 0     | 1     | 35    | 5        | .243  | .279     | .487     | .766  |
| MLB：3年  | MLB：3年  | 61    | 188   | 172   | 15    | 36    | 8        | 1        | 6        | 63    | 16    | 3     | 1        | 0     | 1     | 13    | 0     | 1     | 73    | 1        | .208  | .266     | .370     | .636  |
| CPBL：1年 | CPBL：1年 | 33    | 124   | 115   | 16    | 28    | 7        | 0        | 7        | 56    | 20    | 0     | 1        | 2     | 1     | 5     | 0     | 1     | 35    | 5        | .243  | .279     | .487     | .766  |

- 2019年度シーズン終了時

### 年度別守備成績
| 年 度 | 球 団 | 一塁（1B） | 一塁（1B） | 一塁（1B） | 一塁（1B） | 一塁（1B） | 一塁（1B） | 三塁（3B） | 三塁（3B） | 三塁（3B） | 三塁（3B） | 三塁（3B） | 三塁（3B） | 左翼（LF） | 左翼（LF） | 左翼（LF） | 左翼（LF） | 左翼（LF） | 左翼（LF） |
| 年 度 | 球 団 | 試 合      | 刺 殺      | 補 殺      | 失 策      | 併 殺      | 守 備 率   | 試 合      | 刺 殺      | 補 殺      | 失 策      | 併 殺      | 守 備 率   | 試 合      | 刺 殺      | 補 殺      | 失 策      | 併 殺      | 守 備 率   |
| ----- | ----- | ---------- | ---------- | ---------- | ---------- | ---------- | ---------- | ---------- | ---------- | ---------- | ---------- | ---------- | ---------- | ---------- | ---------- | ---------- | ---------- | ---------- | ---------- |
| 2011  | SEA   | -          | -          | -          | -          | -          | -          | 14         | 9          | 25         | 1          | 2          | .971       | -          | -          | -          | -          | -          | -          |
| 2012  | SEA   | 5          | 45         | 3          | 1          | 3          | .980       | 23         | 8          | 33         | 3          | 4          | .932       | 7          | 9          | 0          | 1          | 0          | .900       |
| 2013  | SEA   | 6          | 34         | 0          | 0          | 4          | 1.000      | -          | -          | -          | -          | -          | -          | -          | -          | -          | -          | -          | -          |
| 通算  | 通算  | 11         | 79         | 3          | 1          | 7          | .988       | 37         | 17         | 58         | 4          | 6          | .949       | 7          | 9          | 0          | 1          | 0          | .900       |

- 2019年度シーズン終了時

### 背番号
- 16 （2011年 - 2013年）
- 22 （2019年）

### 代表歴
- 2009 ワールド・ベースボール・クラシック・イタリア代表
- 2013 ワールド・ベースボール・クラシック・イタリア代表
- 2017 ワールド・ベースボール・クラシック・イタリア代表